# Lodewijk Henrick Karel Cornelis van Asch van Wijck

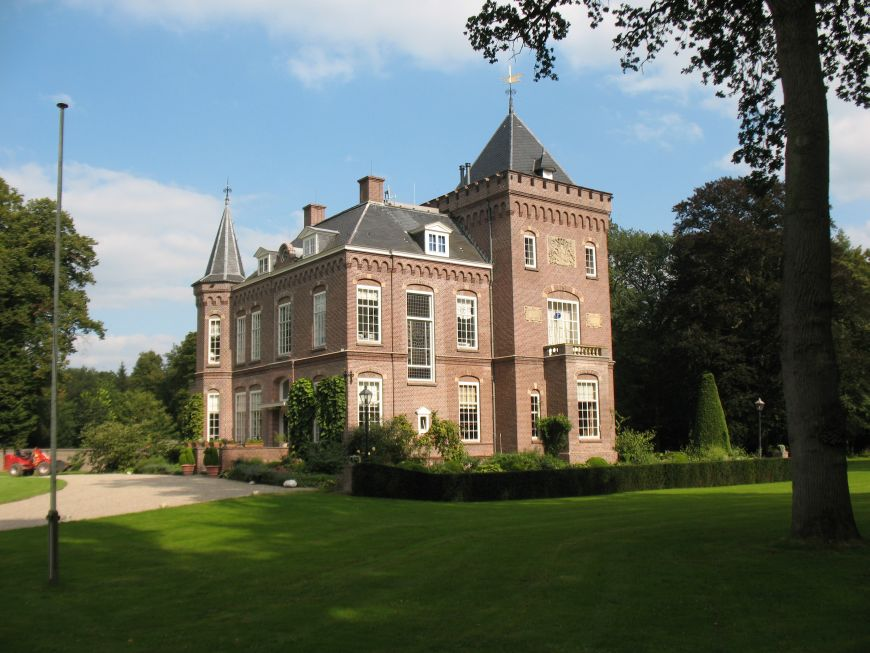
Huis Prattenburg

Jhr. Lodewijk Henrick Karel Cornelis van Asch van Wijck, heer van Prattenburg (Rhenen, huis Prattenburg, 11 december 1888 - Amsterdam, 5 april 1971) was een Nederlands jurist en procureur-generaal bij de Hoge Raad der Nederlanden.

## Familie
Van Wijck was lid van de familie Van Asch van Wijck en een zoon van jhr. mr. Lodewijk Henrick Johan Mari van Asch van Wijck, heer van Prattenburg (1858-1934), onder andere lid van de Tweede Kamer, en Lydia Julia Maria Kneppelhout (1858-1940), lid van de familie Kneppelhout. Hij trouwde in 1927 met Inès Insinger (1901-1984), lid van de familie Insinger, uit welk huwelijk drie kinderen werden geboren.

## Loopbaan
Van Wijck studeerde rechten aan de Universiteit Utrecht en promoveerde daar op 10 juli 1913 op stellingen. Vervolgens werd hij advocaat te Utrecht tot hij in 1917 in dienst trad van het openbaar ministerie. Hij werd in 1939 tot advocaat-generaal benoemd bij het hof te Den Haag, tot hij in 1947 gedetacheerd werd als directeur-generaal van politie bij het ministerie van Justitie. Hij werd per 30 november 1945 benoemd tot advocaat-generaal bij de Hoge Raad en was daar vanaf 20 februari 1953 procureur-generaal. Uit die laatste functie werd hij per 1 november 1957 (op eigen verzoek) ontslagen.

### Onderscheidingen
- Commandeur in de Orde van de Nederlandse Leeuw
- Commandeur in de Orde van Oranje-Nassau
- Inhuldigingsmedaille 1948[1]

- Biografisch Portaal: 93214056